# Echeveria oreophila
Echeveria oreophila är en fetbladsväxtart som beskrevs av Myron William Kimnach. Echeveria oreophila ingår i släktet Echeveria och familjen fetbladsväxter. Inga underarter finns listade i Catalogue of Life.